# アロン・ヨーハンソン
アロン・ヨーハンソン（Aron Jóhannsson（原語の発音：アロン・ヨーハンッソン）、1990年11月10日 - ）は、アメリカ合衆国・アラバマ州モービル出身の元同国代表のサッカー選手。レフ・ポズナン所属。ポジションはセンターフォワード及びウイング。

## 経歴

### クラブ

#### 初期
アイスランド人の両親の下でアメリカ合衆国のアラバマ州モービルで生まれ、3歳の時に一家で母国のアイスランドへ帰国する。2000年にUMFフィヨルニル（en）の下部組織でキャリアを始め、2005年にはブレイザブリクUBKに移籍するが、翌年にフィヨルニルに復帰している。その後、交換留学生としてアメリカの高校に編入して2008年に卒業するまで在籍しながら、2007-08シーズンはフロリダ州ブレイデントンにあるIMGアカデミー（en）でプレーした。
2008年フィヨルニルのトップチームに昇格し、1部でプロデビューを果たした。翌年からはサイドの選手として出場機会を増やし、退団するまでの間に37試合13得点、特に最後のシーズンは2部（en）ながらも12得点を挙げた。

#### オーフス
フィヨルニルでの活躍から国外のクラブの関心を集め、2010年8月下旬にデンマーク2部のオーフスGFと契約する。移籍当初の出場機会はあまり多くなく、主に控えとしての日々が続く中、2011年4月16日のヴィボーFF戦（3-2）での見事なパフォーマンスが切っ掛けとなって定位置を掴み、チームの1部昇格に貢献。4月28日にアウェーでのビズオウアIF戦で移籍後初得点を挙げている。
1部でプレーすることとなった2011-12シーズンは、2011年7月18日のリンビーBKで初出場を飾るも、なかなか得点を挙げることは出来ず、また、開幕前の夏にセーレン・ラーセンが加入してきた影響から定位置争いが活発となったことで一時期控えに格下げとなる事態もあった。しかし、ペーター・グラウルンド（en）の重傷によって再び地位を取り戻し、11月7日のアウェーでの第15節スナユスケ戦（1-1）で待望の初得点を挙げ、最終的に7得点を挙げた。翌2012-13シーズンは、2012年8月27日のACホーセンス戦（4-1）にてリーグ史上最速となる3分50秒でのハットトリックを達成し、さらに追加点を挙げて試合開始から僅か16分で4得点を記録。その後も得点を量産し、10月6日のセナリュスケ戦のペナルティーキックまでで6試合連続を挙げて12試合11得点と昨季の得点をあっという間に越える成功に満ちたものだった。

#### AZ
オーフスでリーグ最多の14得点を挙げる活躍を見せる中、2013年1月29日に推定移籍金1200から1500万クローネでオランダ1部のAZアルクマールと2017年夏までの契約を締結し、4月14日のFCユトレヒト戦で移籍後初得点を記録した。翌2013-14シーズンは、8月11日に昨季王者アヤックス戦のPKでの決勝点や9月25日にリーグ首位であるPSVアイントホーフェン戦の決勝点といった強豪との重要な試合でチームの勝ち点3獲得に貢献し、10月20日のSCカンブール・レーワルデン戦（3-1）で2得点を挙げた。また、KNVBでは9月25日のスパルタ・ロッテルダム戦でハットトリックを達成している。

#### ブレーメン
2015年8月5日、ドイツ・ブンデスリーガのヴェルダー・ブレーメンへ2019年6月までの4年契約で完全移籍した。

#### ハンマルビー
2019年7月、ハンマルビーIFに3年契約で移籍した。

#### レフ・ポズナン
2021年2月、レフ・ポズナンに加入した。

### 代表
アイスランド代表として2011年からU-21代表でプレーし、2012年10月3日には2014 FIFAワールドカップ・ヨーロッパ予選のスイスとアルバニア戦でA代表初招集される。しかし、脚の負傷のため出場機会はなかった。
そのため、アメリカ出生であることからアメリカ代表としてプレーする資格を保持しており、2013年5月16日に突如としてアメリカ代表のユルゲン・クリンスマン監督はヨーハンソンが近い将来アメリカ代表としてプレーするだろうと語ると、7月29日にアメリカ代表としてプレーする決心を着けると共に関心を寄せてくれたアイスランドのコーチに感謝を述べ、アイスランド代表の未来が素晴らしいものになるようにとの内容をヨーハンソン自身のFacebook上に公開した。2013年8月13日にFIFAから代表変更が承認され、翌14日のボスニア・ヘルツェゴビナとの親善試合（4-3）でエディ・ジョンソンと交代で63分からアメリカ代表としてデビューを果たす。10月15日に2014 FIFAワールドカップ・北中米カリブ海予選のパナマ戦（3-2）で初得点にして決勝点を記録した。

## 代表歴

### 出場大会
- アメリカ代表
  - 2014 FIFAワールドカップ

### 試合数
- 国際Aマッチ 19試合 4得点（2013年-2015年）[23]

| アメリカ代表 | 国際Aマッチ | 国際Aマッチ |
| 年           | 出場        | 得点        |
| ------------ | ----------- | ----------- |
| 2013         | 6           | 1           |
| 2014         | 3           | 1           |
| 2015         | 10          | 2           |
| 通算         | 19          | 4           |

## タイトル
クラブ
オーフスGF
- デンマーク・ファーストディビジョン (1) : 2010-11

AZアルクマール
- KNVBカップ (1) : 2012-13